# Venceslao I di Lussemburgo
Venceslao di Lussemburgo (anche Venceslao di Boemia, in lussemburghese: Wenzel I. vu Lëtzebuerg; in tedesco: Wenzel der faule; in boemo: Václav Lucemburský; Praga, 25 febbraio 1337 – Lussemburgo, 8 dicembre 1383) fu conte di Lussemburgo (dal 1353 al 1354) e poi duca di Lussemburgo dal 1354 fino alla sua morte; fu inoltre duca consorte di Brabante e Limburgo dal 1355 fino alla sua morte.

## Origine
Venceslao, sia secondo il Francisci Chronikon Pragense item Benessii de Weitmil Chronicon ecclesiae che la Histoire ecclésiastique et civile du duché de Luxembourg et comté ..., Volume 6, era il figlio ultimogenito del Re di Boemia e Conte di Lussemburgo Giovanni I e della seconda moglie, Beatrice di Borbone, figlia, sempre secondo la Histoire ecclésiastique et civile du duché de Luxembourg et comté ..., Volume 6, di Luigi I di Borbone, conte di Clermont e La Marche e primo duca di Borbone e della moglie (come ci viene confermato dalcapitolo n° 78a della Chronologia Johannes de Beke), Maria d'Avesnes.
Giovanni I di Boemia, ancora secondo il Francisci Chronikon Pragense item Benessii de Weitmil Chronicon ecclesiae, era figlio dell'Imperatore del Sacro Romano Impero Arrigo VII e della moglie (come ci viene confermato dalla Genealogia Ducum Brabantiæ Ampliata), Margherita di Brabante la figlia femmina primogenita del duca di Lorena e del Brabante e duca di Limburgo, Giovanni I di Brabante e della moglie, Margherita di Dampierre o di Fiandra.

## Biografia
Alla nascita, Venceslao fu fidanzato con Margherita, la figlia del duca di Lorena, Federico IV; il contratto fu rescisso nel 1346.
Alla morte del padre, Giovanni, il 26 agosto 1346, alla battaglia di Crécy, il fratellastro Carlo, gli succedette sia come re di Boemia, che come conte di Lussemburgo (Carlo I), che, in quello stesso anno, nel mese di luglio, per volere del Papa Clemente VI, era stato eletto antire, in opposizione al re di Germania Ludovico il Bavaro, che era anche Imperatore del Sacro Romano Impero e a Bonn era stato incoronato Re dei Romani.
L'anno dopo alla morte di Ludovico il Bavaro, Carlo IV rimase unico re di Germania e quasi tutti i principi di Germania accettarono la sua autorità.
Secondo il Trophees tant sacres que profanes de la duché de Brabant ..., Volume 1, per l'interessamento del re di Francia, Filippo VI di Valois, nel giugno 1347, fu combinato il matrimonio con Giovanna del Brabante, figlia del duca di Brabante e Limburgo, Giovanni III e della moglie, Maria d'Évreux.
Dopo aver ottenuto la dispensa da Papa Clemente VI, nel 1351, ad Avignone, nel 1352, si sposò, in seconde nozze con Giovanna che era vedova dal 1345; il suo primo marito, Guglielmo II di Hainaut, Conte di Hainaut e conte d'Olanda e di Zelanda, durante il tentativo di pacificare la Frisia (in parte dipendente dai conti d'Olanda) in rivolta, fu ucciso in uno scontro coi ribelli, come ci viene narrato nel cap. 87b dalla Chronologia Johannes de Beke,.
Nel 1353, il fratellastro, Carlo IV, che era già stato designato a diventare Imperatore del Sacro Romano Impero, deciso a lasciare la Germania, per ricevere la corona imperiale da papa Clemente VI, prima di partire, assegnò a Venceslao la contea del Lussemburgo.
Secondo John Allyne Gade, nel suo Luxembourg in the Middle Ages (non consultato), in concomitanza all'incoronazione imperiale, nel 1355, suo fratellastro, Carlo IV, elevò la contea a ducato del Lussemburgo.
Nel 1355, morì il suocero; Giovanni III morì il 5 dicembre 1355 ed, essendo già morti i tre figli maschi, dopo aver raccomandato agli stati generali del Brabante di servire fedelmente la sua erede, la figlia primogenita Giovanna ed il marito, il Duca di Lussemburgo, Venceslao I. Il 3 gennaio 1356 giurò sul Blijde Inkomst, al fine di mantenere l'unità del Ducato di Brabante ed evitare una spartizione tra le figlie di Giovanni, Giovanna divenne duchessa di Brabante e duchessa di Limburgo e Venceslao divenne duca consorte.
Il conte Luigi II di Fiandra, sposato a Margherita di Brabante (1323-1368, sorella minore di Giovanna), reclamava tuttavia la dote che Giovanni III aveva promesso, e che invece il successore Venceslao si rifiutava di versare; altro motivo di attrito era la somma che il Brabante ancora doveva alla contea delle Fiandre per l'acquisto della città di Malines. Luigi, occupata militarmente Malines, si diresse verso Bruxelles, che conquistò il 17 agosto 1356; altre città si arresero in breve ai fiamminghi e Luigi II occupò il Brabante nel corso del 1356.
Giovanna e Venceslao, ripararono a Maastricht con la corte, sotto la protezione del fratellastro, Carlo IV: nell'arco di pochi mesi i fiamminghi furono cacciati da Bruxelles e da molte altre località, mantenendo tuttavia il controllo di una parte del ducato. La pace fu conclusa ad Ath, nel 1357, sotto la mediazione di Guglielmo III di Hainaut.
Luigi II, ottenute le città di Anversa e Mechelen, fece pace coi cognati e restituì il ducato, mantenendo il titolo, e garantendo ai suoi discendenti il diritto di successione sui ducati di Brabante e Limburgo.
Nel 1364, Venceslao ingrandì i suoi domini comprando per ventimila fiorini la contea di Chiny.
Nel 1371, sovrastimando le proprie forze, Venceslao, decise di attaccare il ducato di Jülich, ma fu sonoramente sconfitto a Baesweiler, dove perse parte del suo esercito e parecchi nobili persero la vita e Venceslao stesso fu fatto prigioniero e rimase in cattività per undici mesi; fu liberato, nel 1372, dal fratellastro Carlo IV, che lo nominò Vicario imperiale.
Venceslao morì (alcune indiscrezioni dicono di lebbra), nel 1383, a Lussemburgo, e gli succedette il nipote (figlio di Carlo), Venceslao II, re della Boemia (Venceslao IV) e Re dei Romani. Le sue ultime volontà furono di ordinare il prelievo del suo cuore ed inviarlo alla moglie che si trovava a Bruxelles.
Venceslao fu un mecenate, soprattutto di cronisti, tra cui Jean Froissart e lui stesso fu un trovatore, di cui si conoscono 79 composizioni.

## Discendenza
Venceslao dalla moglie Giovanna non ebbe figli.
Venceslao da una o più amanti di cui non si conoscono né i nomi né gli ascendenti ebbe quattro figli:
- Gilles, signore di Latour e Governatore di Aspremont
- Guglielmo († dopo il 1405), balivo dell'Hainaut
- Giovanni († prima del 1405),
- Carlo († dopo il 1411).

## Ascendenza
|                            |                     |                              | Genitori                     |  |  | Nonni |  |  | Bisnonni                 |  |  | Trisnonni               |  |
|                            |                     |                              |                              |  |  |       |  |  | Enrico VI di Lussemburgo |  |  | Enrico V di Lussemburgo |  |
|                            |                     |                              |                              |  |  |       |  |  | Enrico VI di Lussemburgo |  |  | Enrico V di Lussemburgo |  |
|                            |                     | Margherita di Bar            |                              |  |  |       |  |  | Enrico VI di Lussemburgo |  |  |                         |  |
| Enrico VII di Lussemburgo  |                     |                              |                              |  |  |       |  |  | Enrico VI di Lussemburgo |  |  |                         |  |
|                            |                     | Beatrice d'Avesnes           | Baudoin d'Avesnes            |  |  |       |  |  |                          |  |  |                         |  |
|                            |                     | Beatrice d'Avesnes           | Baudoin d'Avesnes            |  |  |       |  |  |                          |  |  |                         |  |
|                            |                     | Beatrice d'Avesnes           | Félicité de Coucy            |  |  |       |  |  |                          |  |  |                         |  |
| Giovanni I di Boemia       |                     | Beatrice d'Avesnes           |                              |  |  |       |  |  |                          |  |  |                         |  |
|                            |                     | Giovanni I di Brabante       | Enrico III di Brabante       |  |  |       |  |  |                          |  |  |                         |  |
|                            |                     | Giovanni I di Brabante       | Enrico III di Brabante       |  |  |       |  |  |                          |  |  |                         |  |
|                            |                     | Giovanni I di Brabante       | Alice di Borgogna            |  |  |       |  |  |                          |  |  |                         |  |
| Margherita di Lussemburgo  |                     | Giovanni I di Brabante       |                              |  |  |       |  |  |                          |  |  |                         |  |
|                            |                     | Margherita delle Fiandre     | Guido di Dampierre           |  |  |       |  |  |                          |  |  |                         |  |
|                            |                     | Margherita delle Fiandre     | Guido di Dampierre           |  |  |       |  |  |                          |  |  |                         |  |
|                            |                     | Margherita delle Fiandre     | Mathilde di Bethune          |  |  |       |  |  |                          |  |  |                         |  |
| Venceslao I di Lussemburgo |                     | Margherita delle Fiandre     |                              |  |  |       |  |  |                          |  |  |                         |  |
|                            | Roberto di Clermont | Luigi IX di Francia          |                              |  |  |       |  |  |                          |  |  |                         |  |
|                            | Roberto di Clermont | Luigi IX di Francia          |                              |  |  |       |  |  |                          |  |  |                         |  |
|                            | Roberto di Clermont | Margherita di Provenza       |                              |  |  |       |  |  |                          |  |  |                         |  |
| Luigi I di Borbone         | Roberto di Clermont |                              |                              |  |  |       |  |  |                          |  |  |                         |  |
|                            |                     | Beatrice di Borgogna-Borbone | Giovanni di Borgogna-Borbone |  |  |       |  |  |                          |  |  |                         |  |
|                            |                     | Beatrice di Borgogna-Borbone | Giovanni di Borgogna-Borbone |  |  |       |  |  |                          |  |  |                         |  |
|                            |                     | Beatrice di Borgogna-Borbone | Agnese di Borbone-Dampierre  |  |  |       |  |  |                          |  |  |                         |  |
| Beatrice di Borbone        |                     | Beatrice di Borgogna-Borbone |                              |  |  |       |  |  |                          |  |  |                         |  |
|                            |                     | Giovanni I di Hainaut        | Giovanni d'Avesnes           |  |  |       |  |  |                          |  |  |                         |  |
|                            |                     | Giovanni I di Hainaut        | Giovanni d'Avesnes           |  |  |       |  |  |                          |  |  |                         |  |
|                            |                     | Giovanni I di Hainaut        | Adelaide d'Olanda            |  |  |       |  |  |                          |  |  |                         |  |
| Maria di Avesnes           |                     | Giovanni I di Hainaut        |                              |  |  |       |  |  |                          |  |  |                         |  |
|                            |                     | Filippa di Lussemburgo       | Enrico V di Lussemburgo      |  |  |       |  |  |                          |  |  |                         |  |
|                            |                     | Filippa di Lussemburgo       | Enrico V di Lussemburgo      |  |  |       |  |  |                          |  |  |                         |  |
|                            |                     | Filippa di Lussemburgo       | Margherita di Bar            |  |  |       |  |  |                          |  |  |                         |  |
|                            |                     | Filippa di Lussemburgo       |                              |  |  |       |  |  |                          |  |  |                         |  |

### Letteratura storiografica
- W.T. Waugh, "Germania: Ludovico il Bavaro", cap. IX, vol. VI (Declino dell'impero e del papato e sviluppo degli stati nazionali) della Storia del Mondo Medievale, 1999, pp. 372–400.
- W.T. Waugh, "Germania: Carlo IV", cap. X, vol. VI (Declino dell'impero e del papato e sviluppo degli stati nazionali) della Storia del Mondo Medievale, 1999, pp. 401–422.
- Henry Pirenne, "I Paesi Bassi", cap. XII, vol. VII (L'autunno del Medioevo e la nascita del mondo moderno) della Storia del Mondo Medievale, 1999, pp. 411–444.
- (LA)  Francisci Chronikon Pragense item Benessii de Weitmil Chronicon ecclesiae.
- (FR)  Histoire ecclésiastique et civile du duché de Luxembourg et comté ..., Volume 6.
- (FR)  #ES Histoire ecclésiastique et civile du duché de Luxembourg et comté ..., Volume 7.
- (FR)  Trophees tant sacres que profanes de la duché de Brabant ..., Volume 1.